# 19763 Klimesh
19763 Klimesh este un asteroid din centura principală de asteroizi.

## Descriere
19763 Klimesh este un asteroid din centura principală de asteroizi. A fost descoperit pe 18 iunie 2000 la Haleakala în cadrul programului NEAT. Asteroidul prezintă o orbită caracterizată de o semiaxă mare de 2,39 ua, o excentricitate de 0,20 și o înclinație de 23,3° în raport cu ecliptica.